# Partitura incompiuta per pianola meccanica
Partitura incompiuta per pianola meccanica (Neokončennaja pyesa dlja mechaničeskogo pianino) è un film del 1977 diretto da Nikita Sergeevič Michalkov, tratto dal dramma Platonov di Anton Čechov.

## Trama
Nei primi anni del ventesimo secolo, i membri della nobiltà russa si riuniscono nella tenuta rurale di Anna Petrovna Vojnizieva, la vedova di un generale. Tra gli ospiti ci sono il dottor Triliezkij, il creditore signor Petrin, Porfirij Semionovic Glacoliev (un ammiratore di Anna Petrovna) e i vicini Mikhail Vasilievich Platonov e sua moglie, Sashenka. Sono presenti anche un altro creditore, Pavel Petrovic Sherbuk, le sue figlie e suo nipote, Pietc'ka. Il figliastro di Vojnizieva, Serghiej, presenta il gruppo alla sua giovane moglie, Sofia, che Mikhail riconosce come una sua ex fiamma.
Con l'avanzare della giornata, si sviluppano relazioni, sollevando interrogativi su dove porteranno queste nuove connessioni. Gli ospiti giocano e si divertono come i penitenziari, mentre Platonov solleva ripetutamente il tema dell'insignificanza umana. Durante i fuochi d'artificio serali, Mikhail e Sofia condividono un momento intimo, riaccendendo il loro affetto passato. Sofia si sente pronta a lasciare il marito per una "nuova vita pura" con Mikhail, ma lui esita. In conflitto, lui salta impulsivamente da una bassa riva del fiume, solo per scoprire che l'acqua è bassa. Sashenka, in lacrime, confessa il suo amore a Platonov.
Il film termina con tutti i personaggi che si riuniscono all'alba presso il prato del fiume, concludendo con un'inquadratura di Pietc'ka che dorme, voltando le spalle alla prima luce del sole nascente.

## Riconoscimenti
- Festival internazionale del cinema di San Sebastián
  - Concha de Oro